# Доменік Ломбардоцці
Доменіко «Доменік» Ломбардоцці (англ. Domenico "Domenick" Lombardozzi; нар. 25 березня 1976, Бронкс, Нью-Йорк, США) — американський актор італійського походження.

## Кар'єра
Вперше з'явився на екрані у віці 17-ти років, знявшись у стрічці Роберта де Ніро «Бронкська історія», де зіграв дрібного торгівця зброєю Нікі Зеро. Найвідоміший своєю роллю Рея Занканеллі у серіалі «Королі втечі» телеканалу A&E, Ральфа Галіно в серіалі «В'язниця Оз», Томаса Гока в серіалі «Дроти», Доменіка в серіалі «Антураж» та Ральфа Капоне в серіалі «Підпільна імперія».

## Фільмографія

### Фільми
| Рік  |   | Українська назва                       | Оригінальна назва            | Роль                   |
| ---- | - | -------------------------------------- | ---------------------------- | ---------------------- |
| 1993 | ф | Бронкська історія                      | A Bronx Tale                 | Нікі Зеро              |
| 1997 | ф |                                        | Kiss Me, Guido               | Джої Чіпс              |
| 1998 | ф | Студія 54                              | 54                           | Кі                     |
| 1999 | ф | Заради любові до гри                   | For Love of the Game         | водій вантажівки       |
| 2000 | ф | Ярди                                   | The Yards                    | Тодд                   |
| 2001 | ф | Кейт і Лео                             | Kate & Leopold               | касир                  |
| 2002 | ф | Любов у часи, коли гроші вирішують все | Love in the Time of Money    | Едді Ловін             |
| 2002 | ф | Телефонна будка                        | Phone Booth                  | Ваятт                  |
| 2003 | ф | S.W.A.T.: Спецназ міста янголів        | S.W.A.T.                     | Джі К'ю                |
| 2005 | в | Шлях Карліто: Сходження до влади       | Carlito's Way: Rise to Power | Арті Боттолота         |
| 2006 | ф | Визнайте мене винним                   | Find Me Guilty               | Джеррі Макквінн        |
| 2006 | ф | Земля свободи                          | Freedomland                  | Лео Салліван           |
| 2006 | ф | Поліція Маямі: Відділ моралі           | Miami Vice                   | детектив Стен Світек   |
| 2009 | ф | Джонні Д.                              | Public Enemies               | Гілберт Катена         |
| 2010 | ф | Звідки ти знаєш?                       | How Do You Know              | Буллпен Пітчер         |
| 2013 | ф | Кровні узи                             | Blood Ties                   | Майк                   |
| 2013 | ф | Малавіта                               | The Family                   | Капуто                 |
| 2014 | ф | Божа кишеня                            | God's Pocket                 | Сал                    |
| 2014 | ф | Гравець                                | The Gambler                  | Ерні                   |
| 2015 | ф | Антураж                                | Entourage                    | Дом                    |
| 2015 | ф | Міст шпигунів                          | Bridge of Spies              | Агент Бласко           |
| 2019 | ф | Холодна помста                         | Cold Pursuit                 | Мустанг                |
| 2019 | ф | Ірландець                              | The Irishman                 | Ентоні Салерно         |
| 2020 | ф | Король Стейтен-Айленда                 | The King of Staten Island    | пожежник Локвуд        |
| 2021 | ф |                                        | Boogie                       | тренер Хокінс          |
| 2022 | ф | Час Армагеддону                        | Armageddon Time              | поліцейський Д'Арієнцо |
| 2023 | ф | Рептилія                               | Reptile                      | Воллі                  |

### Телебачення
| Рік       |    | Українська назва                 | Оригінальна назва            | Роль                                                     |
| --------- | -- | -------------------------------- | ---------------------------- | -------------------------------------------------------- |
| 1999      | с  | Закон і порядок                  | Law & Order                  | Джейсон Вітоне (Епізод: "Ambitious")                     |
| 2000      | с  | В'язниця Оз                      | Oz                           | Ральф Галіно (2 епізоди)                                 |
| 2001      | тф |                                  | 61*                          | Білл Скоурон                                             |
| 2001      | с  | Поліція Нью-Йорка                | NYPD Blue                    | Макс Легазі (Епізод: "Johnny Got His Gold")              |
| 2001      | с  | Третя зміна                      | Third Watch                  | детектив Баррі Ньюкасл (Епізод: "Childhood Memories")    |
| 2002—2008 | с  | Дроти                            | The Wire                     | Томас Гок (51 епізод)                                    |
| 2004      | с  | Журі                             | The Jury                     | Маркус Пелузо (Епізод: "Too Jung to Die")                |
| 2005      | с  | Закон і порядок: Суд присяжних   | Law & Order: Trial by Jury   | Джо Петро (Епізод: "Blue Wall")                          |
| 2006—2008 | с  | Антураж                          | Entourage                    | Дом (3 епізоди)                                          |
| 2009      | с  | Закон і порядок: Злочинні наміри | Law & Order: Criminal Intent | Френк Струп (Епізод: "Astoria Helen")                    |
| 2010      | с  | 24                               | 24                           | Джон Мазоні (Епізод: "Day 8: 6:00 p.m. – 7:00 p.m.")     |
| 2010      | с  | Нудно до смерті                  | Bored to Death               | Ерік (Епізод: "The Gowanus Canal Has Gonorrhea!")        |
| 2011—2012 | с  | Королі втечі                     | Breakout Kings               | Рей Дзанканеллі (23 епізоди)                             |
| 2013      | с  | Пожежники Чикаго                 | Chicago Fire                 | Луччі (Епізод: "A Hell of a Ride")                       |
| 2013      | с  | Блакитна кров                    | Blue Bloods                  | лейтенант Саттон (Епізод: "Ties That Bind")              |
| 2013—2014 | с  | Підпільна імперія                | Boardwalk Empire             | Ральф Капоне (13 епізодів)                               |
| 2014      | с  | Шоу Майкла Джей Фокса            | The Michael J. Fox Show      | Тед (Епізод: "Party")                                    |
| 2014      | с  |                                  | Deadbeat                     | Майкі О'Шмідт (Епізод: "Sixty Feet Under")               |
| 2015      | с  | Гарна дружина                    | The Good Wife                | Білл Крофт (Епізод: "Hail Mary")                         |
| 2015      | с  | Шибайголова                      | Daredevil                    | Білл Фіск (Епізод: "Shadows in the Glass")               |
| 2015—2017 | с  | Розвуд                           | Rosewood                     | капітан Іра Хорнсток (13 епізодів)                       |
| 2015—2017 | с  | Хитрий Піт                       | Sneaky Pete                  | Авраам Персіков (2 епізоди)                              |
| 2017      | с  |                                  | Doubt                        | Джеррі (Епізод: "Pilot")                                 |
| 2017      | с  | Макгайвер                        | MacGyver                     | зброяр (2 епізоди)                                       |
| 2018—2022 | с  |                                  | Magnum P.I.                  | Себастьян Нузо (5 епізодів)                              |
| 2018—2019 | с  | Рей Донован                      | Ray Donovan                  | офіцер Шон Макграт (10 епізодів)                         |
| 2018—2019 | с  | Влада у нічному місті            | Power                        | Бенні Сівелло (5 епізодів)                               |
| 2019      | с  | Єлловстоун                       | Yellowstone                  | людина в масці (Епізод: "Resurrection Day")              |
| 2019      | с  | Двійка                           | The Deuce                    | Джек Мейпл (4 епізоди)                                   |
| 2019      | с  | Місіс Флетчер                    | Mrs. Fletcher                | Джордж (5 епізоди)                                       |
| 2020—2021 | с  | Мільярди                         | Billions                     | Пол «Манц» Мансарелло (2 епізоди)                        |
| 2022      | с  | Дивовижна місис Мейзел           | The Marvelous Mrs. Maisel    | містер Бартосевич (Епізод: "Rumble on the Wonder Wheel") |
| 2022      | с  |                                  | We Own This City             | Стівен Брейді (Епізод: "Part Three")                     |
| 2022—2024 | с  | Король Талси                     | Tulsa King                   | Чарльз «Чікі» Інверніцці (12 епізодів)                   |
| 2023—2024 | с  | Річер                            | Reacher                      | Гаетано "Гай" Руссо (6 епізодів)                         |